# Diablo II
Diablo II – kontynuacja gry typu RPG-hack and slash Diablo, wyprodukowana przez Blizzard North i wydana przez Blizzard Entertainment 29 czerwca 2000 roku. Polskim dystrybutorem jest CDProjekt. W 2012 roku została uznana przez tygodnik Time za jedną z najlepszych gier, jakie kiedykolwiek stworzono. W 2015 roku gra zajęła pierwsze miejsce na liście 25 najlepszych gier hack and slash według serwisu Gry-Online. W 2021 roku podczas konwentu BlizzConline ogłoszono prace nad odświeżoną wersją, zatytułowaną Diablo II: Resurrected, w której wprowadzono nowy silnik graficzny 3D oraz dodatkowe usprawnienia, które miały przyciągnąć nowych graczy.

## Diablo II– podstawowa wersja gry

### Fabuła
Zło przetrwało. Tytułowy przeciwnik Pan Grozy powrócił i ponownie stawiamy czoła jemu i jego sługom. Akcja gry toczy się w nieodległej przyszłości po wydarzeniach z pierwszej części Diablo. Bohater rozpoczyna swoją przygodę w obozowisku Łotrzyc w prowincji Entsteig, gdzie od razu dowiaduje się o mocach zła jakie nawiedziły świat Sanktuarium. Bohater po wcześniejszym uratowaniu Deckarda Caina (jedno z zadań w grze) musi zmierzyć się z jeszcze potężniejszym Diablo, który opanował ciało swojego pogromcy, w Tristram. Diablo jako Mroczny Wędrowiec opuszcza Tristram, zabierając ze sobą po drodze Mariusa. Następnie udaje się przez przełęcz i próbuje uwolnić swoich braci: Baala, uwięzionego w ciele maga Tal-Rashy i Mefisto, który jest uwięziony w podziemiach świątynnej części Kurast. Zadaniem gracza jest zabicie Diablo i jego braci.

### Zmiany w stosunku do pierwszej części
- Zastosowano animowany teren i krajobrazy z wieloma szczegółami oraz dobrze narysowane postacie
- Dla kart graficznych obsługujących Direct3D wprowadzono tzw. tryb perspektywy dający wrażenie przestrzenności obrazu
- Pięć klas postaci: amazonka, paladyn, nekromanta, czarodziejka i barbarzyńca, każda z nich posiada odmienne, charakterystyczne tylko dla siebie umiejętności
- Cztery wielkie, urozmaicone krainy do zwiedzenia, które dzięki zastosowanemu generatorowi losowemu za każdym razem wyglądają nieco inaczej. W każdej krainie występuje postać bossa, którego wyeliminowanie jest warunkiem przejścia do następnej krainy
- Dziesiątki nowych przedmiotów (magiczne, z miejscem na dodatkowy kryształ, unikatowe itp.)
- Potwory, które można spotkać podczas wędrówki poprzez krainy, za zabicie których gracz zdobywa punkty doświadczenia i potrzebne w dalszych etapach przedmioty (po zdobyciu określonej liczby punktów doświadczenia, postać awansuje na kolejny poziom i gracz może zwiększyć swoje statystyki i umiejętności, wzmacniając w ten sposób swoją postać)
- Ulepszony tryb dla wielu graczy, możliwość gry do 8 osób poprzez sieć lokalną lub Internet i serwery Battle.net
- Zadania dostępne w trybie gry jednoosobowej, jak i wieloosobowej
- Poprawiona grafika
- Trzy poziomy trudności: normalny, koszmar (-40 odporności), piekło (-100 odporności), przy czym dopiero po przejściu gry na pierwszym poziomie można spróbować swoich sił na wyższym poziomie. Zmiana poziomu trudności oddziałuje na rozgrywkę:
  - większa liczba punktów doświadczenia za zabite potwory
  - potwory zadają większe obrażenia, posiadają zwiększoną liczbę punktów życia
  - większość potworów jest niewrażliwych na kilka żywiołów lub obrażenia fizyczne
  - śmierć powoduje utratę pewnej liczby punktów doświadczenia i większej ilości złota
  - obniżone są odporności postaci
  - można spotkać potwory unikalne, występujące ze swymi sługami[2]

### Postacie w grze
Gracz ma do wyboru pięć klas postaci, gdzie każda różni się swoimi umiejętnościami atrybutami, oraz ogólną taktyką walki. Gracz ma możliwość rozwoju swojej postaci co najmniej w dwóch kierunkach, dzięki trzem zestawom umiejętności jakie posiada każdy bohater.
- Amazonka – wojowniczka będąca odpowiednikiem łotrzycy (rogue) z Diablo I i tak samo jak jej poprzedniczka posługuje się łukiem, a także kuszą. Poza tym jej atutem bojowym są także włócznie i oszczepy dzięki którym może posługiwać unikalnymi atakami. Jedną z ciekawych umiejętności amazonki jest przywoływanie Walkirii, której siła rośnie wraz ze wzrostem poziomu umiejętności amazonki. Amazonki pochodzą z Wysp Amazonek i wyznają różnych bogów, dzięki którym potrafią posługiwać się potężnymi umiejętnościami.
- Nekromanta – mag posługujący się mocami śmierci. Używa różdżek, w rozszerzeniu gry także specjalnymi trofeami, wzmacnia swoje umiejętności, np. wskrzeszanie szkieletowych wojowników, a w miarę swojego rozwoju – golemów i na końcu swojego stopnia zaawansowania – zabitych potworów. Poza tym jego atutem są klątwy, dzięki którym może osłabiać wroga. Nekromanta jako mag miota także zaklęciami ofensywnymi, takimi jak trująca nova, czyli rozszerzający się wokół bohatera pierścień trujących pocisków.
- Barbarzyńca – silny wojownik, który wedle swojego klanu specjalizuje się w posługiwaniu określoną bronią. Barbarzyńca jako jedyna postać w grze dzięki swej sile może nosić dwuręczny miecz w jednej ręce. Barbarzyńcy jako jedyni nie posługują się magią w dosłownym tego znaczeniu. Wojownicy ci posługują się umiejętnościami dzięki którym mogą na przykład zaatakować przeciwnika skacząc na niego i uderzając w chwili lądowania. Inną ciekawą cechą tych wojowników jest stosowanie okrzyków i zawołań bitewnych, dzięki którym mogą wzmocnić swoje możliwość w walce. Barbarzyńcy pochodzą z północnych krain Sanktuarium.
- Paladyn – rycerz, który w walce z wrogiem używa „błogosławionych umiejętności”. Jako że nie jest tak silny i wytrzymały jak barbarzyńca to nadrabia tę stratę aurami, które polepszają jego zdolności bojowe. Jedną z ciekawych umiejętności, jakiej może nauczyć się paladyn, jest „Pięść Niebios” – czar, który masowo zadaje obrażenia istotom nieumarłym. Paladyni należą do Kościoła Zakarum, a ich celem jest walka ze sługami zła, w tym z Mroczną Trójcą.
- Czarodziejka – niewiasta, która w walce posługuje się wyłącznie magią. Magini potrafi posługiwać się zaklęciami trzech żywiołów. Jest odpowiednikiem czarodzieja z poprzedniej części gry i tak samo jak on może posługiwać się szerokim zestawem zaklęć. Oprócz powszechnej w grach fantasy kulą ognia, czarodziejki mogą m.in. wywoływać zamieć śnieżną i burzę. Inną ciekawą umiejętnością jest przywołanie ognistej hydry, która miota we wrogów ognistymi pociskami. Czarodziejki należące do klanu Zann Esu pochodzą z różnych miejsc Sanktuarium, ponieważ ich członkinie są wybierane spośród siedmioletnich dziewczynek[9].

## Polska wersja
- Dorota Chotecka – Charsi, czarodziejka, amazonka, Krwawa Orlica
- Jan Aleksandrowicz – paladyn, Jerhyn, Halbu, Alkor, Mroczny wędrowiec
- Aleksander Wysocki – barbarzyńca, Warriv, Kaelan, Marius, Geglash, lektor
- Jerzy Mazur – nekromanta, Gheed, Meshif, mag Tal-Rasha
- Brygida Turowska – Natalia, Jamelia, Atma, Fara, hrabina
- Miriam Aleksandrowicz – Kashya, Asheara, Flawia, Andariel
- Andrzej Gawroński – Deckard Cain
- Ewa Decówna – Akara
- Jacek Czyż – Ormus, Hratli, Drognan, Radament, Baal
- Mikołaj Müller – Lysander, Elzix, Greiz, Tyrael, Hadriel
- Adam Świtlak – Duriel, Mefisto, Diablo, Izual, Piekielny Kowal[10]

## DodatekDiablo II: Lord of Destruction
Diablo II: Lord of Destruction to dodatek do gry Diablo II, wydany przez Blizzard Entertainment w 2001. Jest kontynuacją misji bohatera, który wcześnie pokonał Mefista i Diablo. Bohater trafia do Harrogath, by tam stawić czoła ostatniemu demonowi z Mrocznej Trójcy – Baalowi. W tym dodatku dochodzą dwie klasy postaci. Druid zamieniający się w wilkołaka i niedźwiedziołaka, używa magii ognia i lodu oraz przywołuje istoty. Druga postać to zabójczyni. Używa pułapek i dyscyplin cienia.

## Remaster Diablo II Resurrected
Diablo II Resurrected to odnowiona wersja gry z całkowicie nowym silnikiem graficznym 3D i innymi dodatkowymi usprawnieniami. Gra została ogłoszona podczas konwentu BlizzCon 2021, a jej premiera miała miejsce 23 września 2021 roku. Gracze mogą zagrać w rozdzielczości 4K w 60 klatkach na sekundę, przenosić progres bohaterów z PC na konsole i na odwrót, jak i uruchamiać stare zapisy gry w zremasterowanej wersji.

## Gra sieciowa –Battle.net
Battle.net składa się z globalnej społeczności tysięcy ludzi łączących się z sześcioma podstawowymi krainami, dwoma w USA: East i West, jedną w Europie i trzema w Azji. Każda kraina złożona jest z wielu serwerów i udostępnia dwa sposoby podłączenia: zamkniętą krainę, w której wszystkie dane postaci są zapisywane na serwerach Battle.net utrudniając w ten sposób oszukiwanie, oraz otwartą krainę gdzie można grać postaciami off-line (gra jednoosobowa, LAN, TCP/IP). Ogólnie na otwartej krainie jest znacznie więcej oszustw z powodu jej natury – postacie są zapisywane na twardych dyskach graczy.

## Sekretny krowi poziom
Sekretny krowi poziom (ang. Secret Cow Level) powstał w wyniku legendy, jaka krążyła w Internecie na temat pierwszej części Diablo. Plotka ta powstała z powodu umieszczenia w wiosce Tristram, w której toczy się akcja pierwszej części gry bez żadnego powodu stada krów i głosiła, że po kliknięciu na krowy odpowiednią liczbę razy, można otworzyć portal prowadzący do specjalnego, tajnego poziomu. Aby uciąć plotki na temat krowiego poziomu, Blizzard umieścił w StarCrafcie kod brzmiący „There Is No Cow Level”.
Ostatecznie sekretny krowi poziom wprowadzono w Diablo II. Można się do niego dostać po zabiciu Diablo lub Baala, a wypełniony jest potworami nazywanymi Piekielnymi Krowami.